# Hoplocryptus bellosus
Hoplocryptus bellosus ist eine Art der Schlupfwespen, die Bienen (Apidae) und Grabwespen der Familie Crabronidae parasitiert.

## Merkmale
Hoplocryptus bellosus ist eine schlank gebaute Schlupfwespe mit ca. 6 bis 9 Millimeter Körperlänge. Der Kopf trägt lange, fadenförmige Antennen mit 24 bis 26 Gliedern. Der Kopf ist hinter den Augen gerundet und schwach verschmälert, der Vorderrand des Clypeus ist gerade und trägt in der Mitte einen kleinen stumpfen Zahn. Der Rumpf ist mäßig dicht bis dicht und relativ fein punktiert, die Mesopleuren gerunzelt. Das Propodeum trägt zwei Querleisten, ab der vorderen Querleiste ist es netzförmig gerunzelt. Das letzte Tarsenglied ist nicht merklich vergrößert. Im Vorderflügel ist eine Areola (eine rhombisch geformte kleine Zelle in der Flügelmitte) mit breitem Vorderrand vorhanden. Das erste Glied des freien Hinterleibs ist stielförmig verschmälert und von mäßiger Länge mit Stigmen in oder knapp hinter der Mitte. Die Scheide des Ovipositors ist ein wenig kürzer als die Schienen der Hinterbeine.
Die Art ist in der Grundfärbung schwarz. Weiße Zeichnungselemente finden sich auf dem Schildchen und als Flecken auf den siebten und achten Tergiten des freien Hinterleibs, weitere weiße Zeichnungselemente geringer Ausdehnung sind variabel. Der übrige Rumpf und das Propodeum ist meist völlig orangerot gefärbt, selten ist dieser in wechselnder Ausdehnung auch schwarz. Manchmal sind auch das erste Tergit des Gaster, manchmal auch Teile des zweiten und dritten orange, außerdem die Unterseite der Fühlergeißel. Auch Teile der Beine sind oft rot gefärbt, so oft Teile der Schenkel (Femora) vor allem des ersten und zweiten Beinpaars, die Schienen (Tibien) des ersten Beinpaars (seltener auch Teile der zweiten). Die Flügel sind klar.
Hoplocryptus bellosus unterscheidet sich von H. centricolor durch die nicht vergrößerten letzten Tarsenglieder und die weiße Zeichnung am Scutellum, von H. melanocephalus und H. bohemani u. a. durch abweichende Zeichnung.

## Lebensweise
Die Larven der Art sind Parasitoide von solitär lebenden Bienen und Grabwespen. Als Wirtarten sind bekannt Maskenbienen (Gattung Hylaeus), die Mauerbiene Osmia leucomelana und Düsterbienen der Gattung Stelis (Stelis minuta, Stelis ornatua), außerdem Grabwespen der Gattung Pemphredon (Pemphredon rugifer) und Trypoxylon (Trypoxylon attenuatum). Weitere Wirtsangaben sind unsicher. Alle belegten Arten nisten im Inneren von Zweigen und Pflanzenstängeln, vor allem von Brombeeren (Rubus) und Rosen (Rosa). Die Larven des Wirts werden vom Weibchen durch die Wand der Brutzelle (Pflanzengewebe) hindurch gestochen und mit Eiern belegt. Die Larve überwintert, soweit bekannt, im Nest des Wirts.

## Verbreitung
Die Art ist nachgewiesen aus fast ganz Europa, von Skandinavien bis zum Mittelmeergebiet, unter Einschluss von Großbritannien, außerdem von den Inseln Sizilien, Kreta und Zypern und aus der Türkei und dem Iran.

## Taxonomie
Die Art wurde von John Curtis als Cryptus bellosus erstbeschrieben. Eine frühere Beschreibung als Ichneumon signatorius 1793 durch Johann Christian Fabricius ist nicht verfügbar, weil dieser Name präokkupiert ist (das bedeutet, eine andere Art ist schon früher mit demselben Namen bezeichnet worden). Synonyme sind Aritranis signatorius, Hoplocryptus pulcher, Cryptus fuscipes, Hygrocryptus thoracicus, Cryptas macrophyiae.